# Ferdinand de Loën d'Enschedé
 (juillet 2024).
Ferdinand de Loën d'Enschedé, né à Tournai le 8 décembre 1833 et mort à Paris le 16 mars 1899, est un homme politique belge.

## Fonctions et mandats
- Membre du Sénat belge : 1878-1884

## Décorations
- Ordre équestre du Saint-Sépulcre de Jérusalem

 Chevalier de l'ordre du Saint-Sépulcre de Jérusalem

## Sources
- Oscar Coomans de Brachène, État présent de la noblesse belge, Annuaire 1993, Bruxelles, 1993.
- Jean-Luc de Paepe et Christiane Raindorf-Gérard, Le Parlement belge, 1831-1894. Données biographiques, Bruxelles, Académie royale des sciences, des lettres et des beaux-arts de Belgique, 1996.